# Heinz Anterist
Heinz Anterist (* 12. August 1936 in Berlin; † 12. August 2020) war ein deutscher Rechtsanwalt. Er war Gründer und Aufsichtsratsvorsitzender der Treuhandgesellschaft InterGest.
Anterist nahm an der Johann Wolfgang Goethe-Universität in Frankfurt am Main zunächst ein Studium der Betriebswirtschaft auf. Später wechselte er in das Fach Rechtswissenschaft und legte das Staatsexamen ab. Er promovierte zum Dr. iur. Ab 1966 arbeitet er als Justiziar bei der Spedition Anterist & Schneider in Saarbrücken, die sein Großvater 1917 mit gegründet hatte. 1972 gründete er in der lothringischen Stadt Sarreguemines die Treuhandgesellschaft InterGest. Das Unternehmen unterstützt insbesondere mittelständische Unternehmen bei der Erschließung von Auslandsmärkten. Mittels Franchising ist sie derzeit in über 40 Ländern aktiv.
Anterist über 2001 die Geschäftsführung an seinen Sohn. Anterist blieb bis zu seinem Tod im Jahr 2020  Aufsichtsratsvorsitzender der InterGest France S.A.S. und war gleichzeitig als Rechtsanwalt in Saarbrücken zugelassen.
Ab September 1995 war Anterist Gastprofessor für Außenwirtschaft an der Central University of Finance and Economics (CUFE) in Peking.
Für die Idee der InterGest sowie seine Verdienste um den deutschen Mittelstand wurde Anterist am 1. Juni 2007 mit dem Bundesverdienstkreuz am Bande ausgezeichnet.